# Абагар (католически вестник)
 Тази статия е за вестник.  Вижте също: Абагар (пояснение).
„Абагар“ e български вестник, издание на Българския църковен архив „Абагар“.

## История
Първият брой на вестник „Абагар“ излиза на 12 октомври 1991 г. Главен редактор и основател на вестника е архимандрит проф. Георги Елдъров.
Идеята за вестник с това име се ражда в Рим в началото на 80-те години. Тогава е съзаден периодичният бюлетин „Абагар“, официоз на ватиканската служба Визитатор делегат за българите католици в чужбина. През лятото на 1991 г. проф. Едлъров се завръща в България и започва да организира прерастването на бюлетина в национален вестник в отговор на съществуващата потребност в публичното пространство и идеята за възраждане на вестник „Истина“. На 16 септември 1991 г. на среща с участието на ресорните 3 епископи на католическата църква в България е взето решение за създаването на католически вестник.
Благодарение на опита си с бюлетина Абагар (1981-1991) и със списание „Вяра и Просвета“, проф. Едлъров успява да издаде първия брой за кратко време. Издаването на третия брой на вестика през декември същата година е забавено поради заемане на материали за новия брой на вестник „Истина – Veritas“.
До края на 1992 г. вестникът продължава с нередовна периодичност, като завършва с брой 12-и от цялата поредица от 1991 г. Така през първа издателска година от 15 месеца се формира по същество обликът на вестника с водеща тема и основни рубрики: Дневник, Вести, Книги с посвещение, Разговор с мислещи братя, Errata, In Memoriam.
От 5 от май 2007, в. „Абагар“ се предлага също в интернет (www.abagar1.com), придружен с обобщение на английски език (digest), бюлетин на италиански език (bollettino informativo), архив на всички броеве от първи до текущия, съдържание на всички броеве със заглавия и автори на всички приноси (включетелно и неподписаните в печатното издание) и блог с предварителна информация за изграждането на броя.
„Абагар“ е сред малкото църковни вестници, които не се разпространяват в църквите. Вестникът се доставя по пощата и чрез доброволци, известни на читателите. Редакцията пази 5 екземпляра в своя архив и броевете, необходими за попълване на подвързаните пълни течения на вестника всеки 80 броя.
Издаването на вестника е спряно след смъртта на проф. Герги Елдъров през 2011 г. Негови материали, пубикувани във вестика, са издадени в отделна книга от Фондация „Абагар-2005“.